# Неудержимые 2
«Неудержимые 2» (англ. The Expendables 2) — американский боевик, являющийся продолжением фильма «Неудержимые». Производство осуществлялось и контролировалось основными продюсерами Ави Лернером, Кевином Кингом Темплтоном, Дэнни Лернером и Лесом Уэлдоном, представляющими, соответственно, компании Millennium Films и Nu Image. Сценарий был написан Ричардом Уэнком и Сильвестром Сталлоне на основе сюжета Кена Кауфмана, Дэвида Агосто и Уэнка, а обязанности режиссёра выполнял Саймон Уэст. События фильма разворачиваются вокруг отряда наёмников «Неудержимые», для которых простое, на первый взгляд, задание оборачивается убийством одного из товарищей. Столь крупная потеря не оставляет команде иного выбора, кроме как отомстить убийце — лидеру конкурирующего отряда, желающему заполучить оружейный плутоний времён Холодной войны.
Роль центрального протагониста, как и в предыдущем фильме, исполнил Сильвестр Сталлоне, антагониста — Жан-Клод Ван Дамм. Актёрская работа Ван Дамма была крайне высоко оценена критиками, посчитавшими персонажа в его исполнении наиболее эффектным в картине, а также получила признание журнала Première, по версии которого актёр был назван «Лучшим злодеем 2012 года». В остальных ролях снялись Джейсон Стейтем, Джет Ли, Дольф Лундгрен, Чак Норрис, Терри Крюс, Рэнди Кутюр, Лиам Хемсворт, Брюс Уиллис, Арнольд Шварценеггер, Скотт Эдкинс и другие актёры.
Съёмки ленты, производственный бюджет которой, по официальным данным, составил 100 миллионов долларов, начались в октябре 2011 года и проходили на протяжении трёх с половиной месяцев преимущественно в Болгарии (София, Пловдив, Банско), а также частично в США (Новый Орлеан) и Китае (Гонконг). Выход в прокат состоялся в 2012 году: на российские киноэкраны картина была выпущена 16 августа компанией Universal Pictures International (UPI), в США компания Lionsgate выпустила фильм в кинотеатральный прокат на следующий день, а 16 октября и 20 ноября при поддержке компании «Флагман-Трейд» в России состоялись релизы на DVD и Blu-ray соответственно. Получив в основном положительные отзывы зрителей и критиков, а также собрав 315 миллионов долларов в мировом кинотеатральном прокате, «Неудержимые 2» превзошли оригинальный фильм и остаются на данный момент самой успешной лентой серии.

## Сюжет
Отряд «Неудержимые», состоящий из его лидера Барни Росса, эксперта по холодному оружию Ли Кристмаса, мастера рукопашного боя Инь Яна, психически неуравновешенного инженера-химика Гуннара Йенсена, специалиста по тяжёлому оружию Хейла Цезаря, эксперта-подрывника Толла Роуда, а также новичка, снайпера Билли Тиммонса по прозвищу «Малыш», прибывает в Непал для выполнения очередной спецоперации, целью которой является спасение китайского бизнесмена. В ходе неё им также удаётся освободить Тренча, давнего приятеля-соперника Барни, провалившего ту же миссию. С успехом завершив задание, команда десантирует Инь Яна вместе с бизнесменом в Китае, после чего возвращается домой, в Новый Орлеан.
По возвращении в Новый Орлеан «Неудержимые» останавливаются в баре, где отмечают успешное проведение операции. Билли объявляет Барни о намерении вскоре уйти в отставку, для того чтобы больше времени уделить своей девушке, Софии, и тот не препятствует его решению. Позднее, встретив агента ЦРУ Чёрча, Барни вынужденно принимает его задание — достать некий кейс из сейфа, находящегося на борту сбитого в Албании самолёта. По настоянию Чёрча к команде Барни присоединяется технический эксперт Мэгги Чен.
Прибыв на место и заполучив кейс, «Неудержимые» попадают в засаду конкурирующего террористического отряда («Кровожадные», англ. The Sangs, от фр. Sanguinaires), возглавляемого террористом Жаном Виленом и его «правой рукой» Гектором, взявшим в заложники Билли. Вилен предлагает его жизнь в обмен на сдачу оружия и кейса, на что Барни даёт согласие. Несмотря на это, Вилен жестоко убивает Билли, после чего скрывается на вертолёте. Команда хоронит убитого товарища, предварительно зачитав адресованную его девушке записку, и принимает решение во что бы то ни стало отомстить Вилену.
К удивлению Барни, Мэгги признаётся, что кейс включает в себя компьютер, содержащий план расположения пяти тонн оружейного плутония, находящихся в шахте на территории Албании со времён окончания Холодной войны. «Неудержимые» отправляются туда вслед за Виленом, отслеживая его местонахождение, но неожиданно сигнал пропадает, вынуждая их совершить посадку возле ближайшего ангара. Приземлившись, команда добирается до местного бара, где у Барни и Кристмаса происходит потасовка с наёмниками Вилена. По её окончании Кристмас возвращается к самолёту, чтобы забрать оружие, в то время как остальные решают остановиться в заброшенном здании для ночлега. На утро команда подвергается массированной атаке, но в момент, когда патроны на исходе, и беде, казалось бы, не миновать, на помощь к ним приходит бывший товарищ Барни, Букер, вмиг расправившийся с врагами. Прежде чем уйти, Букер сообщает Барни о соседней деревне, жители которой выступают против Вилена.
В деревне «Неудержимые» встречают вооружённую группу женщин. Те рассказывают им, что местные жители используются Виленом на шахте в качестве рабов, и просят у Барни и его команды помощи. Поколебавшись, Барни соглашается на просьбу, и когда люди Вилена приезжают в деревню, «Неудержимые» застают их врасплох. После они влетают на самолёте в шахту, где должен находиться Вилен, однако его в ней не обнаруживают — заминировав её и забрав плутоний, он сумел бежать. Команда освобождает порабощённых шахтёров, а Вилен тем временем активирует детонаторы, что приводит к обрушению шахты.
«Неудержимые» и шахтёры оказываются в ловушке, но вскоре к ним на выручку приходят Тренч и Чёрч. Объединившись с ними, Барни и команда доставляют шахтёров обратно к их семьям, а после, используя вертолёт, перехватывают направляющихся к аэропорту Вилена и его людей. Внутри терминала, куда снова прибывает Букер, они расправляются с толпой противников. Ситуация вынуждает Вилена и Гектора разойтись. Кристмас следует за Гектором, а Барни — за Виленом. Попутно разобравшись с несколькими врагами, Кристмас настигает Гектора, а затем в ходе драки убивает его. Далее в ожесточённую схватку вступают Барни и Вилен, в результате которой Барни, хоть и с трудом, но всё же удаётся справиться с Виленом, отомстив тем самым за смерть Билли.
Вернувшись обратно к команде, Барни прощается с Мэгги, Чёрчем, Букером и Тренчем, после чего те покидают аэропорт. В завершение, доставив Софии — девушке Билли — посылку с письмом, фотографией и деньгами, «Неудержимые» отправляются домой, попутно почтив его память.

## В ролях

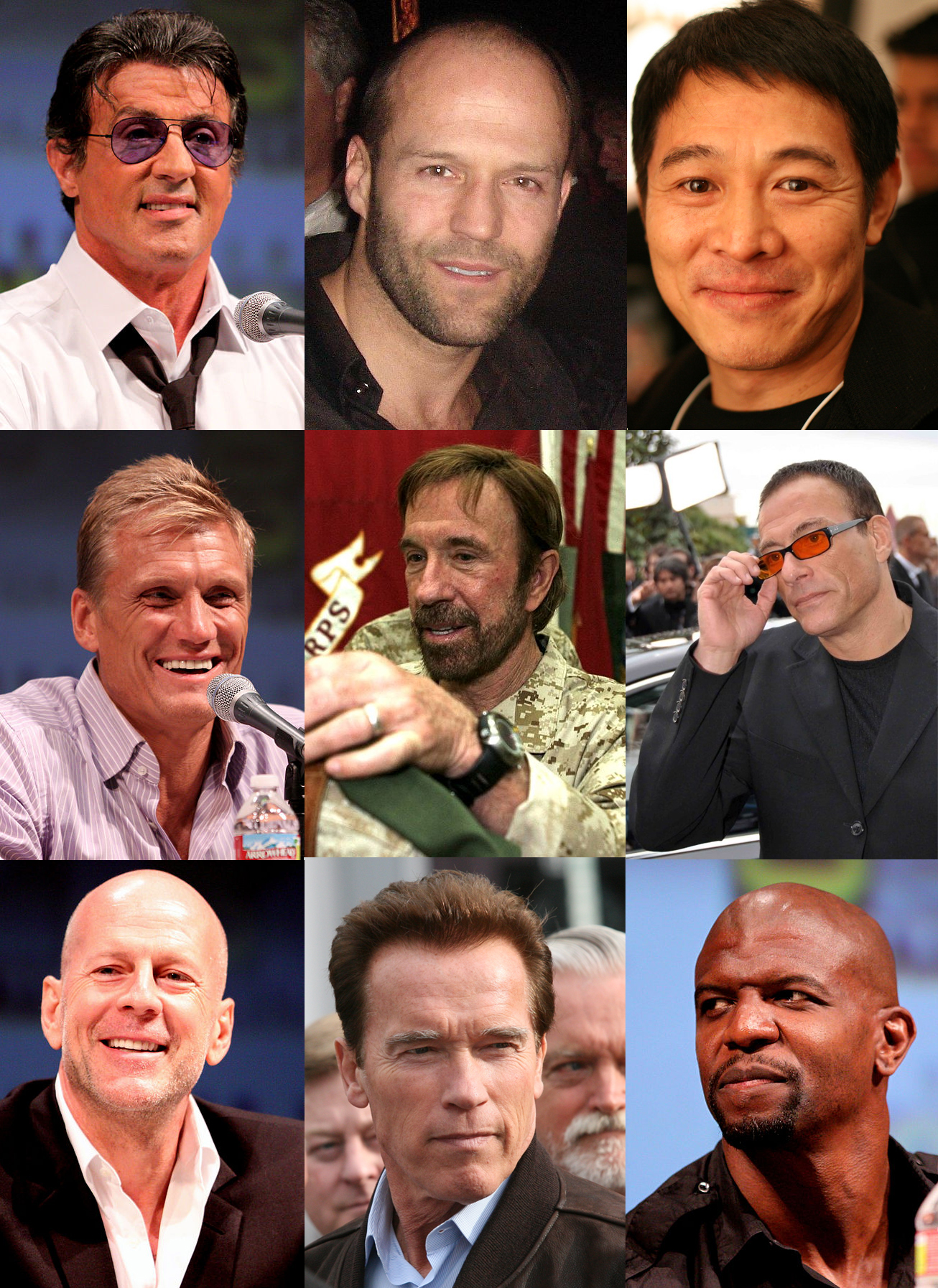
Основной актёрский состав фильма слева направо: Сильвестр Сталлоне, Джейсон Стейтем, Джет Ли, Дольф Лундгрен, Чак Норрис, Жан-Клод Ван Дамм, Брюс Уиллис, Арнольд Шварценеггер и Терри Крюс

| Отряд «Неудержимые» - Сильвестр Сталлоне — Барни Росс — лидер отряда - Джейсон Стейтем — Ли Кристмас - Джет Ли — Инь Ян - Дольф Лундгрен — Гуннар Йенсен - Терри Крюс — Хэйл Цезарь - Рэнди Кутюр — Толл Роуд - Лиам Хемсворт — Билли Тиммонс Противоборствующий отряд «Кровожадные» - Жан-Клод Ван Дамм — Жан Вилен — лидер отряда - Скотт Эдкинс — Гектор Прочие персонажи - Юй Нань — Мэгги Чен - Чак Норрис — Букер - Брюс Уиллис — Чёрч - Арнольд Шварценеггер — Тренч - Аманда Оомс — Пилар - Каризма Карпентер — Лэйси - Николетт Ноэль — София | \| Дублированный перевод[11] \| Дублированный перевод[11] \| \| ----------------------------------- \| ------------------------- \| \| Владимир Антоник \| \| \| Владимир Зайцев \| \| \| Юрий Меншагин \| \| \| Владислав Копп \| \| \| Пётр Иващенко \| \| \| Александр Носков \| \| \| Антон Эльдаров \| \| \| Денис Беспалый \| \| \| Вадим Медведев \| \| \| Анастасия Нестеренко \| \| \| Дмитрий Полонский \| \| \| Игорь Тарадайкин \| \| \| Сергей Чихачёв \| \| \| Рамиля Искандер \| \| \| Валентина Абрамова \| \| \| Режиссёр дубляжа: Ярослава Турылёва \| \| |
| Дублированный перевод | |
| Владимир Антоник | |
| Владимир Зайцев | |
| Юрий Меншагин | |
| Владислав Копп | |
| Пётр Иващенко | |
| Александр Носков | |
| Антон Эльдаров | |
| Денис Беспалый | |
| Вадим Медведев | |
| Анастасия Нестеренко | |
| Дмитрий Полонский | |
| Игорь Тарадайкин | |
| Сергей Чихачёв | |
| Рамиля Искандер | |
| Валентина Абрамова | |
| Режиссёр дубляжа: Ярослава Турылёва | |

## Производство

### Подготовительный период

#### Замысел и съёмочная группа
Идея о том, чтобы снять продолжение «Неудержимых», была анонсирована ещё до окончания производства оригинальной ленты. В июле 2009 года, во время завершающего этапа съёмок, продюсер Ави Лернер объявил о планах создания полноценной франшизы, подтвердив, что два сиквела к фильму уже запланированы. В августе 2010 года, незадолго до выхода фильма в американский прокат, Сильвестр Сталлоне — режиссёр, соавтор сценария и исполнитель главной роли — рассказал, что у него уже имеется готовая концепция следующего фильма, и заявил о намерении снять нечто, радикальным образом отличающееся от первой ленты, если та оправдает себя в прокате: «Если прокат пройдёт успешно, станет возможным финансирование сиквела. Готовая идея у меня уже есть. Люди думают, что сделать сиквел легко, но это не так, поскольку необходим элемент неожиданности. Я попытаюсь создать нечто радикально новое». В конце января следующего года, укрепившись в задуманном после удачного релиза «Неудержимых», кассовые сборы которых более чем втрое превысили производственный бюджет, он окончательно объявил о работе над вторым фильмом.
Тем не менее, уже в начале февраля 2011 года работа над сиквелом была приостановлена в связи с занятостью Сталлоне в другом проекте, тогда ещё известном как «Контрольный выстрел». Затем, в марте, он и вовсе объявил о решении не режиссировать фильм, ограничившись лишь исполнением главной роли, и начал активные поиски новой фигуры на освободившееся место. В следующем месяце средства массовой информации сообщили, что Сталлоне вынужденно вернётся в качестве режиссёра, поскольку подходящей кандидатуры на этот пост ему найти не удалось, но вскоре Сильвестр опроверг данные сведения. В конечном итоге, спустя два месяца, на вакантную должность было решено назначить Саймона Уэста — постановщика нескольких высокобюджетных картин (таких как «Воздушная тюрьма», «Генеральская дочь» и «Лара Крофт: Расхитительница гробниц»), последней работой которого на тот момент был боевик «Механик» с Джейсоном Стейтемом в главной роли. В интервью Уэст сказал: «Я хотел снять этот фильм, потому как знал, насколько велика симпатия зрителей к задействованным в нём персонажам. На мой взгляд, герои полюбились им потому, что они, прежде всего, — классные ребята и профессионалы своего дела. Они — вовсе не супергерои. Их кожа не обладает пуленепробиваемыми свойствами. У них есть недостатки, каждый из них в своей жизни так или иначе совершал ошибки. Люди будут сопереживать им и смогут узнать в них самих себя. Персонажи Сталлоне, которым присущи главным образом человеческие качества, обладают куда большей харизмой, чем неуязвимые супергерои».
Сценарий фильма был разработан Сильвестром Сталлоне и Ричардом Уэнком (известным по работе над лентами «16 кварталов» и «Механик» с Брюсом Уиллисом и Джейсоном Стейтемом в главных ролях соответственно) на основе сюжета, написанного Уэнком совместно с двумя другими авторами — Кеном Кауфманом, автором сценариев к фильмам «Космические ковбои» и «Последний рейд», и Дэвидом Агосто, для которого участие в картине стало дебютом. К работе над сценарием планировалось также привлечь Чака Диксона, автора приквел-комикса «Неудержимых», однако предложение Сталлоне писатель не принял. Кроме того, известно, что, согласно одной из ранних версий сценария, имевшей сходство с оригинальной лентой, события фильма первоначально предполагалось сосредоточить на операции по спасению «Неудержимыми» дочери Тула — Фионы, которая после убийства отца на одном из заданий решилась на собственную месть, но в результате оказалась в руках безжалостного диктатора.
В качестве основных продюсеров, контролировавших производство картины, выступили Ави Лернер, его брат Дэнни, Лес Уэлдон, а также Кевин Кинг Темплтон, который ещё до серии «Неудержимые» сотрудничал со Сталлоне над несколькими проектами. Исполнительными продюсерами стали Гаймон Кэседи, Джейсон Константин, Боаз Дэвидсон, Дэнни Димборт, Джон Фелтхаймер, Бэзил Иваник, Эда Кован и Тревор Шорт; сопродюсерами — Роберт Эрл, Зиги Камаса, Мэттью О’Тул и Джиб Полемус. Ответственным за операторскую составляющую фильма был назначен Шелли Джонсон, ранее участвовавший в создании блокбастера «Первый мститель», а для монтажной работы, контроль над которой осуществляли Сильвестр Сталлоне и Ави Лернер, пригласили Тодда Е. Миллера, работавшего с Саймоном Уэстом над фильмом «Механик». Пол Кросс, номинированный в 2004 году на премию «Эмми», вступил на должность художника-постановщика, а режиссёром второго плана и постановщиком трюков стал Чад Стахелски — каскадёр, который, помимо первых «Неудержимых», «Рэмбо IV» и трёх боевиков с Джейсоном Стейтемом в главной роли, работал также над трилогией «Матрица», а позже стал режиссёром серии «Джон Уик». Помимо Стахелски, в команду постановщиков трюков также вошли Станимир Стаматов, являющийся номинантом на премию Taurus World Stunt Awards за создание финальной экшн-сцены первого фильма серии, Дайн Христов, работавший в нескольких боевиках с участием Жан-Клода Ван Дамма, и Нун Орсатти, который участвовал в работе над «Неудержимыми», а также лентами «Рэмбо IV», «Механик» и «Конан-варвар». Аллан Попплтон — номинант премии «Эмми» в 2011 году — и Дон Таи Тиратада, дважды входивший в список номинантов на премию Гильдии киноактёров США в категории «Лучший каскадёрский ансамбль», в свою очередь, выступили в качестве постановщиков боевых сцен.
Сильвестр Сталлоне отмечал: «боевые сцены фильма будут гораздо динамичнее и лучше, чем в первой части». Также известно, что финальное противостояние между Барни Россом и Жаном Виленом первоначально задумывалось иначе и представляло собой сцену погони Росса за вертолётом Вилена, переходящую лишь в крайне ограниченное столкновение двух персонажей. Однако этот вариант не устроил Жан-Клода Ван Дамма, посчитавшего непосредственную дуэль более предпочтительной для зрителя, и он предложил Сталлоне собственную идею, которая в результате была одобрена: «Я знал, что поклонники хотят увидеть именно рукопашную схватку. Если вы посетите французский, российский или американский фан-клубы (имеются в виду фан-клубы актёров — прим. автора), то убедитесь, что они жаждут драки между Ван Даммом и Сталлоне. Подобно поединку между Мохаммедом Али и Джо Фрейзером».

#### Актёрский состав
Изначально, в 2010 году, планировалось, что Стив Остин, исполнитель отрицательной роли Дэна Пэйна в первых «Неудержимых», вернётся в сиквел. Позднее он выбыл из проекта, сделав выбор в пользу фильма «Возвращение героя», в котором ему также принять участие не удалось. Чарли Шин, как сообщалось в начале ноября того же года, рассматривался в качестве актёра, который сыграет агента ЦРУ, идущего по следу Чёрча. Персонаж, однако, не вошёл в окончательный вариант сценария. В августе 2011 года исполнить одну из ролей было предложено китайскому актёру и мастеру боевых искусств Донни Йену — его участие являлось одним из условий так и не состоявшегося между Millennium Films и потенциальным китайским инвестором партнёрского соглашения, призванного облегчить релиз фильма в стране и гарантировавшего первой ещё бо́льшую, по сравнению с имеющейся, часть прибыли от местного проката. Однако на предложение актёр ответил отказом, сочтя отведённую ему роль «неинтересной». Планировалось также появление в фильме Джеки Чана, который вынужден был отказаться от участия из-за занятости в своём режиссёрском проекте «Доспехи Бога 3: Миссия Зодиак».

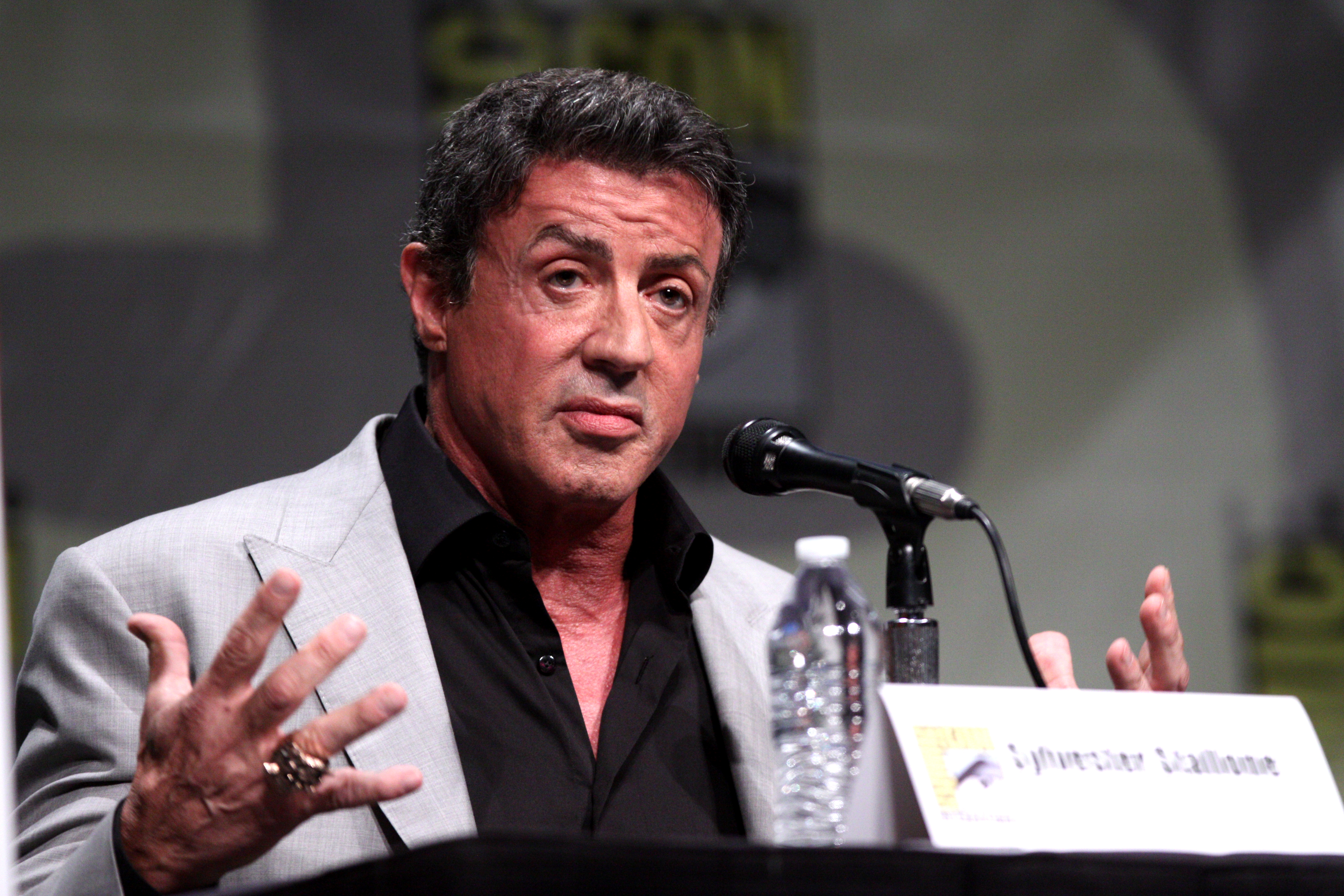
«Приятно собрать людей, у которых были яркие моменты в карьере, а затем, возможно, наступили трудные времена, и предоставить им тем самым ещё один шанс. <…> В своё время кто-то таким образом помог мне, и я рад, что могу сделать то же самое для них».
— Сильвестр Сталлоне о подборе актёров

Сентябрь 2011 года ознаменовался приходом в проект сразу трёх актёров. Было объявлено, что появившиеся в оригинальном фильме в эпизодических ролях Арнольд Шварценеггер и Брюс Уиллис (последнего из которых Сильвестр Сталлоне годом ранее желал видеть в образе «суперзлодея») вернутся к своим персонажам, причём время их пребывания на экране будет существенно увеличено. Вслед за ними к числу актёров присоединился Лиам Хемсворт в роли новичка «Неудержимых», снайпера Билли Тиммонса — героя Афганской войны, который был демобилизован, едва не получив Медаль Почёта. Персонаж основан на реальной истории героя Афганской войны Дакоты Мейера, описанной им в биографической книге «Into the Fire: A Firsthand Account of the Most Extraordinary Battle in the Afghan War». На роль Билли, как известно, рассматривался также Тейлор Лотнер. Хемсворт должен был принять участие ещё в первом фильме, однако незадолго до начала производства его персонаж был вырезан из сценария. Позднее, при наборе актёров для сиквела, Сильвестр Сталлоне повторно связался с ним и предложил роль. Сталлоне охарактеризовал персонажа так:
«Он молод, полон надежд и стремлений. Впереди у него целая жизнь, и он не настолько циничен, как другие члены команды. Барни Росс для него — словно родной отец. У них большая привязанность к друг другу. <…> В определённый момент он говорит Билли: „У тебя ещё есть выбор. Не становись таким, как мы“».
В том же месяце велись переговоры относительно участия в фильме Николаса Кейджа и Джона Траволты, с которыми Саймон Уэст уже работал в боевиках «Воздушная тюрьма» и «Генеральская дочь» соответственно. Также одна из ролей была предложена Антонио Бандерасу, снимавшемуся вместе с Сильвестром Сталлоне в фильмах «Наёмные убийцы» и «Дети шпионов 3: Игра окончена», однако актёр не смог ответить согласием из-за плотного рабочего графика. В октябре 2011 года выяснилось, что в продолжении не появится Микки Рурк, сыгравший Тула в первом фильме, — как стало известно впоследствии, причиной тому послужили чрезмерно завышенные требования актёра по гонорару. Затем, в ноябре, к проекту присоединились актрисы Аманда Оомс, которая была утверждена на роль героини по имени Пилар, предводительницы женской оппозиционной группы в порабощённой деревне, и Николетт Ноэль, получившая роль Софии, девушки Билли Тиммонса. В следующем же месяце актёрский состав «Неудержимых 2» пополнился Чаком Норрисом, для которого этот фильм стал первым после шестилетнего перерыва. По словам Сильвестра Сталлоне, пригласить актёра в проект оказалось крайне нелегко: «Потребовалось немало времени на то, чтобы добиться от Чака одобрительного ответа. Он особое внимание уделяет сценарию и хотел быть уверен, что ему не придётся сниматься в чересчур кровавом фильме, который мог бы шокировать зрителей. Поэтому, когда он узнал, что в сценарии упор делается больше на приключенческую составляющую, нежели на кровавую бойню, то сразу же согласился». Персонаж Норриса, Букер по прозвищу «Одинокий волк», является отсылкой к двум другим боевикам с его участием — «Хорошие парни ходят в чёрном», в котором герой Норриса именовался как Джон Т. Букер, и «Одинокий волк Маккуэйд».

Прообразом Жана Вилена в сцене финального боя послужил персонаж Алекс Вагнер, сыгранный Жан-Клодом Ван Даммом в боевике «Двойной удар»

Вилен демонстрирует эмблему собственного отряда — козлиную голову, изображённую в виде перевёрнутой пятиконечной звезды (символ Сатаны)

На роль центрального антагониста — лидера противоборствующего отряда по имени Жан Вилен — был утверждён бельгийский актёр и мастер боевых искусств Жан-Клод Ван Дамм. Ранее Ван Дамм ответил отказом на предложение сняться в первых «Неудержимых» по причине работы над своей второй режиссёрской лентой «Френчи», что вызвало недовольство в средствах массовой информации. Идея роли антагониста, ставшей для Ван Дамма на тот момент уже пятой в карьере, поступила от самого актёра: в ответ на повторное приглашение исполнить роль одного из «Неудержимых», гарантирующую участие в последующих фильмах серии, он принципиально заявил о намерении сыграть именно злодея — персонажа, который даст возможность по-настоящему впечатлить зрителя. По сюжету, Жан Вилен — отставной солдат, бывший член Французского Иностранного легиона; до этого роль солдат, служивших в Иностранном легионе, Ван Дамм уже исполнял в фильмах «Самоволка» и «Легионер». Определённая часть его брутального образа — в частности, чёрная футболка с коротким рукавом, классические джинсы, ремень на железной пряжке, наручные часы и боевой нож, используемые в сцене финального боя, — была позаимствована от образа Алекса Вагнера, одного из братьев-близнецов, сыгранных Ван Даммом в боевике «Двойной удар». Также в одном из интервью Сильвестр Сталлоне признался, что фамилия персонажа, «Вилен», была придумана им для схожести с фамилией французского поэта Поля Верлена, тем самым давая возможность рассматривать финальный бой Вилена и Барни Росса как шуточное противостояние Верлена с другим французским поэтом — Артюром Рембо, с которым у первого был бурный роман.
Жан-Клод Ван Дамм был предельно сконцентрирован на роли и проявил на съёмках крайне профессиональное отношение к делу: для того, чтобы как можно лучше вжиться в образ персонажа, он оградился от неформального общения с коллегами вплоть до самого окончания работ, а для поддержания наилучшей физической формы и морального духа даже пригласил на съёмочную площадку своего спортивного наставника Клода Гетца. Роль «правой руки» Вилена, Гектора, получил известный по фильмам «Неоспоримый 2» и «Неоспоримый 3» английский актёр и мастер боевых искусств Скотт Эдкинс, став, таким образом, вторым и одновременно последним «звёздным» участником отряда «Кровожадные», состоящего преимущественно из актёров массовки. Чтобы достичь максимального соответствия с образом, Эдкинсу, в свою очередь, пришлось имитировать русский акцент, что давалось ему с лёгкостью, поскольку ранее актёру не раз приходилось исполнять роли восточноевропейских персонажей. Участие в оригинальной ленте было предложено в том числе и ему, однако, выбирая между «Неудержимыми» и готовящимся в тот момент «Неоспоримым 3», он решил отдать предпочтение второму варианту. Что примечательно, со Скоттом Эдкинсом, равно как и с Дольфом Лундгреном, Жан-Клод Ван Дамм до этого успел поработать уже три раза: с Лундгреном — в трёх фильмах серии «Универсальный солдат», а с Эдкинсом — на съёмках фильмов «Специальное задание», «Игры киллеров» и «Универсальный солдат 4»; также «Неудержимые 2» стали для Ван Дамма третьим сотрудничеством с Арнольдом Шварценеггером после съёмок фильмов «Хищник» и «Последний киногерой».
Китайская актриса Юй Нань, обладательница премий международных кинофестивалей в Париже и Чикаго за лучшую женскую роль, уже снимавшаяся с Дольфом Лундгреном в его сорежиссёрской работе «Бриллиантовые псы», была выбрана на роль Мэгги — первой женщины в составе «Неудержимых». Воплотить её образ выражала готовность участница MMA Джина Карано, в 2012 году дебютировавшая в большом кино, однако создателей интересовала актриса исключительно восточной внешности. Впрочем, принять участие в фильме удалось двум другим представителям смешанных единоборств — пятикратному чемпиону UFC Рэнди Кутюру, вернувшемуся к роли Толла Роуда, и болгарину Любомиру Симеонову, который исполнил эпизодическую роль громилы, одного из наёмников Вилена, вступивших в драку с Барни Россом и Ли Кристмасом в баре.

### Съёмочный период

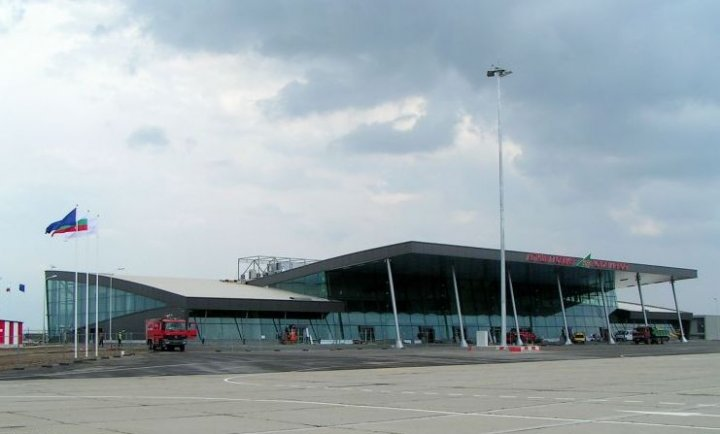
Аэропорт Пловдив

Подготовительные съёмочные работы над фильмом, проводившиеся при участии непосредственно лишь команды каскадёров, начались 23 сентября 2011 года, а 3 октября съёмочная группа приступила к основному съёмочному периоду. Бо́льшая их часть прошла в Болгарии: в столице Софии на студии Nu Boyana Film Studios, а также в городах Пловдив и Банско. Одним из основных съёмочных мест являлся второй по величине аэропорт страны, аэропорт Пловдив, послуживший локацией для съёмок насыщенной финальной части фильма. Также были отсняты сцены в расположенной в провинции Ловеч пещере Деветашка, которая стала местом съёмок эпизодов в шахте, где албанские жители, подвергшиеся со стороны Вилена тоталитарному режиму, использовались в качестве рабов. В одном из интервью, данном в ходе съёмочных работ, Сильвестр Сталлоне отмечал: «Болгарские пещеры популярны во всём мире. Сымитировать столь живописные локации в студийных условиях попросту невозможно. Объём некоторых из них поистине завораживает. Пещеры настолько велики, что в них можно летать на самолёте, чем мы, собственно, и занимались».
На время съёмок к услугам актёров и съёмочной группы была представлена военная техника правительственного авиаотряда, а также свыше 40 видов огнестрельного оружия, в частности: пистолеты и револьверы — Kimber Gold Combat II, Кольт (M1911A1, Single Action Army), Heckler & Koch P30, SIG Sauer (P229 E2, P226R, P226 SCT, P228), Walther P99, пистолет Макарова; пистолеты-пулемёты — Heckler & Koch UMP, Arsenal Shipka; автоматы — M4A1 Carbine, Heckler & Koch (HK416, G36C, G36KV), Steyr AUG A3, AK (АКМ, АКМСУ), Norinco Type 56, SIG SG 552, FN SCAR-L, Arsenal AR, Bushmaster ACR; винтовки — M16, Noveske Diplomat, Steyr Mannlicher M1895, M1 Carbine, Barrett M107; дробовики — AA-12, Benelli M4 Super 90, M26 MASS; пулемёты — Браунинг (M2, M1919), пулемёт Калашникова, FN MAG, крупнокалиберный пулемёт Владимирова; гранатомёты — Heckler & Koch AG-C, РПГ-22 и Milkor MGL Mk 1L. Кроме того, специально для фильма впервые в стране был реконструирован проходящий через реку Осым 114-метровый железнодорожный мост, впоследствии продолживший своё функционирование как часть железнодорожной сети. Органы власти выражали уверенность в том, что обновлённое сооружение, работы над которым обошлись в 600 тысяч болгарских левов, в сочетании с повышенным вниманием к фильму, сможет возродить к региону туристический интерес.
Во время съёмок фильма в Болгарии принять участие в одной из сцен было предложено премьер-министру страны Бойко Борисову, посетившему съёмочную площадку в октябре, однако он в ответ отказался, объяснив, что этого не может произойти, пока он находится у власти. В рамках визита состоялась специальная встреча, прошедшая также при участии министра культуры страны Вежди Рашидова и футболиста Христо Стоичкова, на которой Арнольд Шварценеггер и премьер-министр обменялись памятными сувенирами — оригинальной копией меча Конана-варвара и пистолетом времён Апрельского восстания болгар против османского режима. Помимо премьер-министра, в фильме едва не оказался именитый сербский теннисист Новак Джокович, приглашённый продюсером Ави Лернером, — в сцене, проходящей внутри терминала аэропорта, спортсмен исполнил камео-роль самого себя, но в финальную версию фильма эпизод с его участием не вошёл.

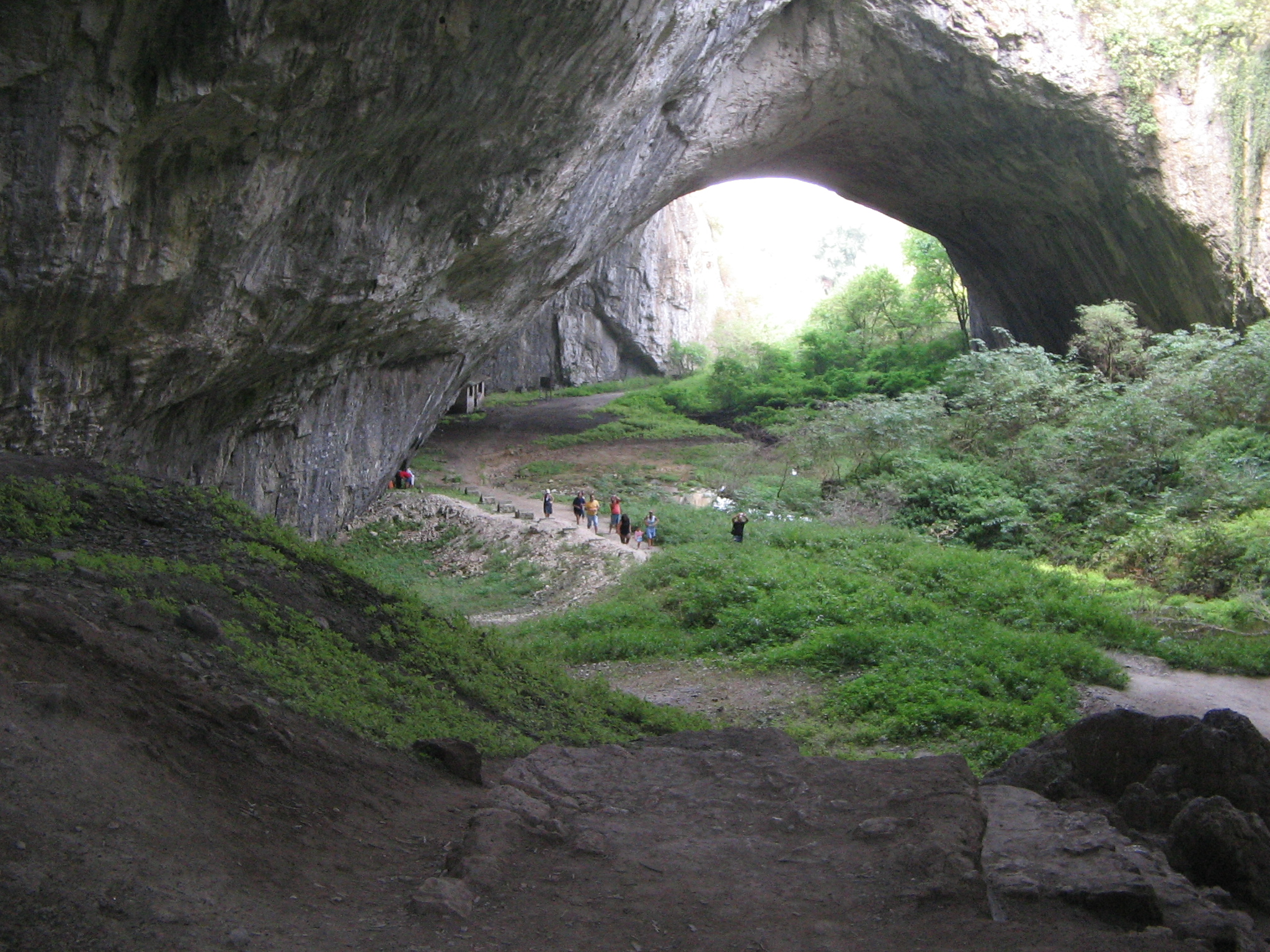
Пещера Деветашка

Не обошли съёмочный процесс стороной и скандальные события. 27 октября в 15 милях от Софии, на водохранилище Огняново, произошла трагедия — во время съёмок сцены со взрывом надувной лодки один из двух каскадёров, находившихся в ней, погиб, а другой в тяжёлом состоянии был доставлен в больницу. Кроме того, болгарские природозащитники выступали против проведения съёмок в пещере Деветашка, уникальной тем, что в ней обитает самая многочисленная и третья по значимости колония летучих мышей в Европе, состоящая исключительно из редких, охраняемых видов. Однако, несмотря на многочисленные жалобы, съёмочные работы в этом месте не были прекращены.
Под занавес работ съёмки переместились в США (Новый Орлеан, штат Луизиана), а затем в Китай (Гонконг), где к актёрскому составу присоединились Каризма Карпентер, вернувшаяся к роли Лэйси (девушки Ли Кристмаса, возвращению которой первоначально не отводилось места в сценарии), и Джет Ли, который из-за главной роли в фильме «Врата дракона» смог ограничиться лишь четырёхдневным участием в съёмках. За три дня до окончания съёмочного процесса Сильвестр Сталлоне поведал интернет-изданию Ain't It Cool News, что фильму будет присвоен «детский» прокатный рейтинг PG-13. Однако спустя два месяца заявил, что сиквел, подобно своему предшественнику, получит всё же «жёсткий» рейтинг R, что и подтвердилось в конечном итоге. 21 января 2012 года основной съёмочный период был официально завершён, после чего работа над картиной перешла к финальному этапу — монтажно-тонировочному периоду. Спустя 3 месяца после этого, 18 апреля, в Болгарии начались дополнительные съёмки с участием Скотта Эдкинса, которые продлились от двух до трёх дней без других участников основного актёрского состава.

### Монтажно-тонировочный период

#### Музыка
Как и в первом фильме, автором музыкального сопровождения сиквела выступил композитор Брайан Тайлер, известный по своей работе над многими успешными лентами, в числе которых «Рэмбо IV», а также фильмы кинематографической вселенной Marvel и серии «Форсаж». Альбом, жанр которого варьируется от тяжёлого рока до кантри, содержит 14 композиций, сочетающих в себе элементы ударной, электронной и оркестровой музыки.
14 августа 2012 года альбом стал доступен в виде цифрового издания (на сайте iTunes Store и других цифровых платформах), а релиз на CD состоялся 25 сентября. За свою работу Тайлер был удостоен премии BMI Film and TV Awards в категории «Лучшая музыка к фильму». Саундтрек был также высоко оценён обозревателем журнала Empire Дэнни Грейдоном, который выставил альбому 4 балла из 5, в особенности выделив две композиции — «Party Crashers» и «Track ’Em, Find ’Em, Kill ’Em».
Помимо произведений Тайлера, в фильме прозвучали: «The Wanderer» Диона Димуччи, «Mustang Sally» Мака Райса, «Crystal Blue Persuasion» группы Tommy James & the Shondells, «Groovin'» и «A Beautiful Morning» группы The Rascals, «Rip It Up» Литла Ричарда, «The Good, the Bad and the Ugly» Эннио Морриконе и «I Just Want to Celebrate» группы Rare Earth. Также в фильме используется композиция «Don’t Want to Fight With Me», написанная и исполненная младшим братом Сильвестра Сталлоне, Фрэнком Сталлоне. Песня вышла в качестве сингла 5 августа 2012 года и, по собственному признанию Фрэнка, была написана им за три дня.
| №                   | Название                        | Длительность |
| ------------------- | ------------------------------- | ------------ |
| 1.                  | «The Expendables Return»        | 4:40         |
| 2.                  | «Fists, Knives and Chains»      | 3:05         |
| 3.                  | «Track ’Em, Find ’Em, Kill ’Em» | 4:54         |
| 4.                  | «Making an Entrance»            | 4:08         |
| 5.                  | «Respect»                       | 3:58         |
| 6.                  | «Rest in Pieces»                | 2:55         |
| 7.                  | «Preparations»                  | 3:15         |
| 8.                  | «Party Crashers»                | 5:19         |
| 9.                  | «Rescue»                        | 4:43         |
| 10.                 | «Countdown»                     | 4:25         |
| 11.                 | «Bad Way to Live»               | 3:41         |
| 12.                 | «Vilain»                        | 2:42         |
| 13.                 | «Dueling Blades»                | 4:32         |
| 14.                 | «Escape»                        | 4:28         |
| Общая длительность: | Общая длительность:             | 56:45        |

## Рекламная кампания
Первый полноценный постер с изображением «звёздного» актёрского состава был представлен в ноябре 2011 года. В декабре компанией Lionsgate был выпущен минутный тизер-трейлер, запущен официальный сайт фильма, а также представлены два тизер-постера. 11 января 2012 года вышли в свет первые два кадра из фильма, а третий через три месяца был опубликован в апрельском номере журнала Entertainment Weekly. 26 апреля были выпущены двенадцать персонажных постеров с изображением команды «Неудержимых», Жана Вилена, а также Мэгги Чен, Букера, Чёрча и Тренча, тогда как постер для Гектора был представлен одиннадцатью днями позднее. 3 мая на интернет-портале IGN состоялась официальная премьера полноценного трейлера, который впервые был продемонстрирован восемью днями ранее на фестивале CinemaCon в Лас-Вегасе в рамках закрытого показа. В конце месяца, 31 мая, вышел первый телевизионный ролик, а в период с 4 июня по 2 августа — три других.
В феврале 2012 года компания Hot Toys объявила о разработке серии высокодетализированных коллекционных фигурок персонажей фильма в масштабе 1/6, которые поступили в продажу в январе 2013 года. В том же месяце также стала доступна коллекционная серия от Diamond Select Toys, которая включает в себя фигурки персонажей в двух вариациях — подвижные (англ. action figures) и миниатюрные (англ. minimates).
12 июля 2012 года на фестивале San Diego Comic-Con International прошла пресс-конференция с участием Сильвестра Сталлоне, Арнольда Шварценеггера, Дольфа Лундгрена, Терри Крюса и Рэнди Кутюра, в рамках которой состоялся закрытый показ отрывка из сцены фильма в аэропорту, а также была проведена автограф-сессия с показом эксклюзивного постера, выпущенного специально для фестиваля. Официальная премьера отрывка, показанного на San Diego Comic-Con International, состоялась 10 августа, а 8 и 22 августа компанией Lionsgate были представлены остальные два отрывка, состоящие соответственно из сцены с подрывом вертолёта в Непале и начальной части финального боя. Последний из двух отрывков также был показан в рамках «Вечернего шоу» с Джеем Лено, прошедшего при участии Жан-Клода Ван Дамма.

### Предпоказы
Первый закрытый предпрокатный показ фильма был проведён 15 июля 2012 года на военной базе морской пехоты Кэмп-Пендлтон, Южная Калифорния, округ Сан-Диего, где также была проведена автограф-сессия при участии Арнольда Шварценеггера, Дольфа Лундгрена, Терри Крюса и Рэнди Кутюра.
8 августа 2012 года, за шесть дней до выхода фильма в кинопрокат, при участии актёрского состава было проведено предпрокатное премьерное мероприятие в Испании, кинотеатр Cine Callao, Мадрид, после чего там же состоялся закрытый предпоказ фильма. Затем таким же образом последовали рекламные предпрокатные премьеры во Франции (кинотеатр Гран-Рекс, Париж) 9 августа, которая транслировалась на сайте WAT.tv в прямом эфире; Великобритании (кинотеатр Empire, Лондон) 13 августа, прямая трансляция которой осуществлялась сайтом Yahoo!; и США, которая прошла 15 августа в Китайском театре Граумана в Голливуде, Лос-Анджелес, штат Калифорния.
Рекламная кампания была омрачена смертью сына Сильвестра Сталлоне, Сейджа Сталлоне, скончавшегося от сердечного приступа 13 июля 2012 года, в связи с чем не смогли состояться предпрокатные премьеры фильма в Израиле (запланированная на 8 августа), Германии (Берлин) и Бельгии (Брюссель). Некоторые источники опубликовали ложную информацию о том, что данное событие вынудило актёра отменить своё дальнейшее участие в промотуре в поддержку фильма. Однако, вопреки распространённому мнению, Сталлоне всё же продолжил активное участие в рекламной кампании, что, по его словам, лишь помогло ему справиться с тяжёлой утратой.
| |  |  |  |  |
| Сильвестр Сталлоне, Арнольд Шварценеггер, Дольф Лундгрен, Терри Крюс и Рэнди Кутюр в июле 2012 года на фестивале San Diego Comic-Con International |  |  |  |  |

| |  |  |  |  |
| Арнольд Шварценеггер, Рэнди Кутюр, Терри Крюс и Дольф Лундгрен в июле 2012 года на базе морской пехоты Кэмп-Пендлтон |  |  |  |  |

### Видеоигры

#### The Expendables 2 Videogame

Обложка ПК-версии The Expendables 2 Videogame

Компьютерная игра, которая была разработана компанией ZootFly и выпущена Ubisoft 31 июля 2012 года для PC (Steam), PlayStation 3 (PlayStation Network) и Xbox 360 (Xbox Live Arcade). Представляет собой кооперативный шутер в жанре Shoot 'em up и сюжетно является приквелом фильма. В качестве игровых персонажей, в озвучивании которых также приняли участие Дольф Лундгрен и Терри Крюс, задействованы Барни Росс, Гуннар Йенсен, Инь Ян и Хейл Цезарь. По данным Metacritic и Game Rankings, игра получила преимущественно негативные отзывы.

#### The Expendables 2: Deploy & Destroy
Однопользовательская стратегическая онлайн-игра в жанре Tower Defense, действие которой сосредотачивается на событиях фильма, имевших место в албанской деревне. Разработана компанией Roadshow Films (австралийским прокатчиком фильма) в сотрудничестве с Soap Creative и выпущена 13 июля 2012 года. Выходу игры предшествовал специальный конкурс на странице кинокомпании в Facebook, по итогам которого победитель получал уникальную возможность стать участником команды «Неудержимых» в качестве дополнительного персонажа.

## Прокат

### Кинопрокат

#### Кассовые сборы
Первый прокатный день в кинотеатрах США, прошедший 17 августа 2012 года, фильм начал с суммы в $ 10 494 145, а по количеству сборов за стартовый уик-энд добился лидирующей позиции, заработав $ 28 591 370. В целом результат от домашнего кинотеатрального проката «Неудержимых 2» составил $ 85 028 192. На международном рынке сборы в кинотеатрах составили $ 229 947 763, из них $ 17 937 429 в России, $ 16 370 725 в Бразилии, $ 15 825 283 во Франции, $ 12 133 346 в Германии и $ 9 686 288 в Великобритании. Наибольшего успеха фильм добился в Китае, где с результатом в $ 53 090 000 «Неудержимые 2» стали восьмым из числа самых кассовых фильмов в году, опередив блокбастеры «Тёмный рыцарь: Возрождение легенды» ($ 52 785 334) и «Новый Человек-паук» ($ 48 818 164). Общая же сумма сборов от кинотеатрального проката по всему миру составила $ 314 975 955 при производственном бюджете в $ 100 млн, что позволило «Неудержимым 2» превзойти оригинальный фильм ($ 274 470 394 при бюджете в $ 80 млн) и занять 25 место в списке самых кассовых лент года.
| Кассовые сборы по странам | Кассовые сборы по странам | Кассовые сборы по странам | Кассовые сборы по странам | Кассовые сборы по странам | Кассовые сборы по странам |
| ------------------------- | ------------------------- | ------------------------- | ------------------------- | ------------------------- | ------------------------- |
| Начало проката            | Конец проката             | Страна                    | Общие сборы ($)           | Стартовый уик-энд ($)     |                           |
| 17 августа 2012           | 22 ноября 2012            | США                       | 85 028 192                | 28 591 370                |                           |
| 4 сентября 2012           | 7 октября 2012            | Китай                     | 53 090 000                | —                         |                           |
| 16 августа 2012           | 21 октября 2012           | Россия                    | 17 937 429                | 8 116 191                 |                           |
| 31 августа 2012           | 11 ноября 2012            | Бразилия                  | 16 370 725                | 3 705 999                 |                           |
| 22 августа 2012           | 30 сентября 2012          | Франция                   | 15 825 283                | 6 078 277                 |                           |
| 30 августа 2012           | 21 октября 2012           | Германия                  | 12 133 346                | 3 724 824                 |                           |
| 17 августа 2012           | 7 октября 2012            | Мексика                   | 10 828 854                | 3 221 470                 |                           |
| 17 августа 2012           | 30 сентября 2012          | Великобритания            | 9 686 288                 | 3 116 445                 |                           |
| 20 октября 2012           | 18 ноября 2012            | Япония                    | 9 119 887                 | 2 112 912                 |                           |
| 30 августа 2012           | 7 октября 2012            | Австралия                 | 8 490 452                 | 3 058 858                 |                           |
| 24 августа 2012           | 28 октября 2012           | Испания                   | 7 168 633                 | 2 382 384                 |                           |
| 17 августа 2012           | 30 сентября 2012          | Италия                    | 7 022 081                 | 1 929 837                 |                           |
| 16 августа 2012           | 28 октября 2012           | Малайзия                  | 5 027 237                 | 1 365 322                 |                           |
| 17 августа 2012           | 4 ноября 2012             | Турция                    | 3 067 931                 | 542 041                   |                           |
| 16 августа 2012           | 7 октября 2012            | Нидерланды                | 2 955 415                 | 561 064                   |                           |
| 22 августа 2012           | 11 ноября 2012            | Бельгия                   | 2 678 030                 | 815 752                   |                           |
| 6 сентября 2012           | 16 сентября 2012          | Республика Корея          | 2 661 741                 | 1 574 234                 |                           |
| 16 августа 2012           | 30 сентября 2012          | Сингапур                  | 2 661 665                 | 982 183                   |                           |
| 16 августа 2012           | 7 октября 2012            | ОАЭ                       | 2 487 314                 | 540 231                   |                           |
| 16 августа 2012           | 9 сентября 2012           | Филиппины                 | 2 276 039                 | 957 854                   |                           |
| 16 августа 2012           | 14 октября 2012           | Аргентина                 | 2 191 925                 | 752 544                   |                           |
| 15 августа 2012           | 14 октября 2012           | Португалия                | 2 048 281                 | 520 923                   |                           |
| 23 августа 2012           | 21 октября 2012           | Перу                      | 2 036 020                 | 429 783                   |                           |
| 30 августа 2012           | 4 ноября 2012             | Австрия                   | 2 004 259                 | 611 378                   |                           |
| 17 августа 2012           | 7 октября 2012            | Норвегия                  | 1 894 309                 | 595 417                   |                           |
| 24 августа 2012           | 26 августа 2012           | Индия                     | 1 802 653                 | 1 802 653                 |                           |
| 16 августа 2012           | 23 сентября 2012          | Таиланд                   | 1 760 301                 | 686 304                   |                           |
| 8 сентября 2012           | 14 октября 2012           | Гонконг                   | 1 664 597                 | 522 658                   |                           |
| 30 августа 2012           | 21 октября 2012           | Дания                     | 1 418 178                 | 446 532                   |                           |
| 24 августа 2012           | 7 октября 2012            | Польша                    | 1 389 600                 | 367 727                   |                           |
| 16 августа 2012           | 16 сентября 2012          | Украина                   | 1 355 003                 | 615 701                   |                           |
| 22 августа 2012           | 23 сентября 2012          | Швеция                    | 1 299 171                 | 366 471                   |                           |
| 17 августа 2012           | 7 октября 2012            | Финляндия                 | 1 289 948                 | 378 404                   |                           |
| 30 августа 2012           | 18 ноября 2012            | Новая Зеландия            | 1 002 156                 | 354 142                   |                           |
| 6 сентября 2012           | 28 октября 2012           | Чехия                     | 836 015                   | 234 411                   |                           |
| 16 августа 2012           | 16 сентября 2012          | Греция                    | 816 536                   | 249 704                   |                           |
| 30 августа 2012           | 14 октября 2012           | Венгрия                   | 775 832                   | 240 133                   |                           |
| 14 декабря 2012           | 10 февраля 2013           | Венесуэла                 | 627 749                   | 198 519                   |                           |
| 16 августа 2012           | 14 октября 2012           | Ливан                     | 560 668                   | 114 140                   |                           |
| 11 октября 2012           | 18 ноября 2012            | Чили                      | 395 089                   | 147 690                   |                           |
| 24 августа 2012           | 28 октября 2012           | Болгария                  | 336 734                   | 65 336                    |                           |
| 16 августа 2012           | 7 октября 2012            | Хорватия                  | 255 673                   | 58 524                    |                           |
| 6 сентября 2012           | 14 октября 2012           | Словакия                  | 232 699                   | 64 661                    |                           |
| 22 августа 2012           | 7 октября 2012            | Исландия                  | 231 512                   | 59 698                    |                           |
| 23 августа 2012           | 21 октября 2012           | Боливия                   | 216 928                   | 35 936                    |                           |
| 16 августа 2012           | 21 октября 2012           | Словения                  | 185 188                   | 27 027                    |                           |
| 17 августа 2012           | 9 сентября 2012           | Нигерия                   | 102 004                   | —                         |                           |
| 16 августа 2012           | 18 ноября 2012            | Сербия и · Черногория     | 93 809                    | 17 077                    |                           |
| 5 октября 2012            | 4 ноября 2012             | Уругвай                   | 59 840                    | 25 744                    |                           |
| —                         | —                         | Другие страны             | 64 775 123                | —                         |                           |

### Видеопрокат
На DVD- и Blu-ray-носителях фильм стал доступен в США 20 ноября 2012 года. Blu-ray-издание, которое стало первым в своём роде, поддерживающим 11.1-канальный звуковой формат DTS Neo:X, содержит кинотеатральную версию фильма, цифровую копию и DVD. В качестве дополнительных материалов в издание вошли удалённые сцены, неудачные дубли, аудиокомментарии режиссёра, а также несколько роликов о создании фильма: «Gods of War: Assembling Earth’s Mightiest Anti-Heroes», «Big Guns, Bigger Heroes: The 1980’s and the Rise of the Action Film», «On the Assault: The Real-Life Weaponry of The Expendables» и «Guns for Hire: The Real Expendables». В первую неделю продаж в США фильм занял лидирующую строчку чарта Home Media Magazine.
Официальное Blu-ray-издание включает в себя 5 сцен, удалённых из оригинальной версии фильма: эпизод, в котором Ли Кристмас и Бари Росс, направляясь в Албанию, дурачатся в кабине самолёта, а Барни при этом использует фотоаппарат; альтернативный диалог между Чёрчем и Барни Россом в ангаре; альтернативный диалог между Мэгги и Билли Тиммонсом в самолёте, впоследствии переходящий в разговор между Мэгги, Ли Кристмасом и Барни Россом, а затем — в диалог между Барни и Мэгги в кабине самолёта; сцена в терминале аэропорта, в которой Мэгги расправляется с наёмниками Вилена при помощи хоккейной клюшки; альтернативная экшн-сцена в терминале аэропорта с участием Хейла Цезаря и Толла Роуда.
Также из фильма был удалён ряд других сцен, не вошедших в официальное Blu-ray-издание, в частности: расширенная экшн-сцена с участием Инь Яна во время начальной миссии в Непале; сцена, в которой Ли Кристмас, высунувшись из кабины гидросамолёта, расстреливает находящегося на крыше одного из наёмника Вилена; расширенная сцена, в которой «Неудержимые» направляются в один из баров Албании на грузовике; сцена, в которой Толл Роуд и Хейл Цезарь, находясь у заброшенного здания, вместе отстреливаются от наёмников Вилена; экшн-сцена между Гектором и рабочими на шахте; сцена перестрелки Толла Роуда, Хейла Цезаря, Мэгги и Гуннара Йенсена с наёмниками Вилена; сцена в ангаре аэропорта, в которой Гуннар Йенсен ведёт перестрелку с наёмниками Вилена, используя гранатомёт; дополнительная сцена с участием Хейла Цезаря в терминале аэропорта; дополнительная сцена в терминале аэропорта с участием Чёрча и Тренча; экшн-сцена в терминале аэропорта с участием Новака Джоковича; расширенная сцена финального боя между Барни Россом и Жаном Виленом.
На территории России релиз осуществлялся компанией «Флагман-Трейд» и состоялся 16 октября на DVD и 20 ноября 2012 года на Blu-ray.

#### Сборы от видеопроката
Общая сумма сборов от DVD- и Blu-ray-продаж в США составила $ 38 256 977.

### Телепоказы
Премьерный телевизионный показ фильма в России прошёл 15 сентября 2013 года на «Первом канале» в 22:00 по московскому времени.

## Реакция

### Отзывы и оценки
| Рейтинги                | Рейтинги      |
| Издание                 | Оценка        |
| ----------------------- | ------------- |
| AllMovie                | [ 161 ]       |
| Rolling Stone           | [ 162 ]       |
| eFilmCritic             | [ 163 ]       |
| КиноПоиск               | [ 164 ]       |
| Internet Movie Database | [ 165 ]       |
| Empire                  | [ 166 ]       |
| IGN                     | [ 55 ]        |
| The New York Times      | [ 54 ]        |
| The Daily Telegraph     | [ 167 ]       |
| Entertainment Weekly    | B (макс. — A) |
| Rotten Tomatoes         | [ 169 ]       |
| Metacritic              | [ 170 ]       |
| ComingSoon.net          | [ 171 ]       |

В целом фильм был положительно принят зрителями и критиками. На сайте-агрегаторе Rotten Tomatoes при свыше 314,5 тыс. голосов он имеет общий зрительский рейтинг 67 % и оценку 3,7 балла из 5, тогда как от критиков фильм получил рейтинг 67 % и оценку 5,9 балла из 10 на основе 132 рецензий. На другом сайте-агрегаторе — Metacritic — зрители оценили фильм в 7,1 балла из 10, при этом средний рейтинг критиков, исходя из 28 обзоров, составляет 51 балл из 100. Рейтинг русскоязычных зрителей на портале КиноПоиск, свободно редактируемой базе данных о кино, составляет 83 % при 260 рецензиях, а оценка — 7 баллов из 10 при свыше 83,3 тыс. голосов. На сайте Internet Movie Database, международной свободно редактируемой базе данных о кино, при более чем 239 тыс. голосов «Неудержимые 2» были оценены в 6,7 балла из 10, а также вошли в десятку лучших фильмов года по версии пользователей.
Обозреватель журнала The Hollywood Reporter Джастин Лоу наивысшей оценкой отметил экшн-составляющую фильма, заявив, что постановка соответствующих сцен на протяжении всего просмотра не даст зрителю ни единого повода для разочарования. Положительное мнение относительно экшн-сцен также выразила критик издания Entertainment Weekly Лиза Шварцбаум, охарактеризовав их как сильную сторону сиквела в сравнении с оригинальной лентой. Робби Коллин, представляющий издание The Daily Telegraph, в свою очередь, был впечатлён качеством постановки трюков и пиротехнических спецэффектов. Также критик отметил большое количество сцен перестрелок и комедийные моменты, оценив фильм в общем и целом тремя баллами из пяти.
Юмористическая сторона фильма пришлась по нраву обозревателю журнала USA Today Клаудии Пуиг, посчитавшей сиквел более развлекательным в отличие от «слишком серьёзного» первого фильма, и Нилу Зилинджеру из издания The New York Times, который, равно как и критик журнала Rolling Stone Питер Трэверс, в то же время критически отозвался о сюжете картины. Джастин Чан, представляющий издание Variety, также выразил смешанные чувства. По мнению критика, с визуальной точки зрения фильм выглядит «на удивление хуже, чем предыдущая часть», однако это не отменяет того, что он оправдает ожидания аудитории. Отметив из имеющихся плюсов некоторые увлекательные болгарские пейзажи, самоиронию актёров и «более чем оправдывающие свой рейтинг» сцены насилия, недостатками Джастин назвал «быстрый, бессистемный» монтаж, который, вкупе с «мутными» тонами картины, существенно портит впечатление от просмотра. Отрицательный отзыв «Неудержимым 2» достался от Ника де Семлина из издания Empire, выставившего фильму два балла и пяти. Критик упрекнул картину в отсутствии оригинальности, а также остался недоволен наличием в ней чрезмерного количества отсылок к прежним работам актёрского состава.

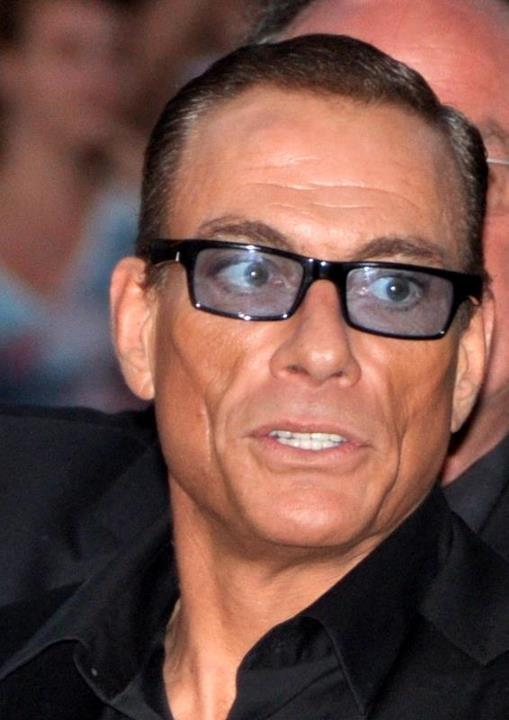
Жан-Клод Ван Дамм на премьере фильма в Париже

Крайне высокие оценки критиков снискала игра Жан-Клода Ван Дамма. По мнению рецензента Latino Review Келлвина Чавеса, Ван Дамм, актёрские способности которого откровенно недооценены, сыграл главного злодея настолько ярко, что угроза от него ощущается даже тогда, когда он не присутствует в кадре. Эдвард Дуглас, представляющий интернет-издание ComingSoon.net, посчитал, что у Ван Дамма главный злодей получился гораздо внушительнее, чем у Эрика Робертса в оригинальном фильме. По словам критика, в отличие от персонажа Робертса, он в действительности способен противостоять герою Сильвестра Сталлоне, доказательством чему служит «отличный» финальный бой между ними. Обозреватель интернет-издания Ain't It Cool News Джереми Смит, посвятивший карьере актёра отдельную статью, громогласно заявил, что Ван Дамм — «лучшее, что есть в „Неудержимых 2“». Джим Вейвода, представитель интернет-портала IGN, был аналогичного мнения об исполнительском уровне актёра: 
Ван Дамм, вероятно, лучший в фильме. Он воплотил на экране потрясающе подлого засранца и, похоже, полностью наслаждался этим.
 Ван Дамм был также удостоен звания «Лучшего злодея 2012 года» по версии французского издания журнала Premiere.
Российская пресса неоднозначно встретила ленту. Сергей Оболонков в своей рецензии для издания Lenta.ru назвал фильм «оригинальной восьмибитной „Контрой“», где персонажи бо́льшую часть времени только и занимаются тем, что «бегут слева направо или вглубь экрана и стреляют, стреляют, стреляют», а имеющиеся сюжетные вставки «хочется поскорее перемотать». По мнению Станислава Зельвенского из журнала «Афиша», единственным по-настоящему заслуживающим внимания моментом в картине является яркое и многообещающее вступление, тогда как последующее действие, к сожалению критика, незамедлительно переходит в нудный «„Голубой огонёк“ по мотивам боевиков 80-х».
Полина Грибовская, представляющая агентство «Интерфакс», охарактеризовала ленту как «скучнейшее и вымученное приключение», утратившее присущую первому фильму «лёгкость и некую скоморошность». Со слов обозревателя, картина отошла от первоначальной концепции франшизы, представляя собой в результате «шумную и наглую спекуляцию». Анна Ким, написавшая для «РИА Новости» положительную рецензию, напротив, посчитала, что сиквел не только вобрал в себя достоинства своего предшественника, такие как «беспроигрышный» звёздный состав, эффектные поединки и наполненные иронией незамысловатые диалоги, но и значительно дополнил их. Анна обратила внимание на расширенный, по сравнению с оригинальной лентой, хронометраж сцен с участием персонажей Брюса Уиллиса и Арнольда Шварценеггера, а также пополнение актёрского состава Жан-Клодом Ван Даммом и Чаком Норрисом, с появлением которых, по мнению Ивана Гиреева из журнала «Ваш досуг», «Неудержимые 2» и вовсе превратились в «картину мечты».
Вероника Гудкова, журналистка газеты «Аргументы и факты», написала следующий отзыв: «Жанр „Неудержимых 2“ определить просто — это или комический боевик, или очень боевая комедия. Разница, скажем, с „Кавказской пленницей“ разве что в том, что у режиссёра сиквела Саймона Уэста и главные герои, и главные злодеи, в отличие от комедий Гайдая, крепко сложены, отлично накачаны и очень кинематографично дерутся на ножах, кулаках и пистолетах. Но шутки и гэги у них примерно на том же уровне, что и в „Пленнице“ — в основном на национальную тему».

### Награды и номинации
| Год  | Премия / Издание        | Категория                        | Номинант                                          | Результат |
| ---- | ----------------------- | -------------------------------- | ------------------------------------------------- | --------- |
| 2012 | IGN Summer Movie Awards | «Лучший боевик»                  | «Неудержимые 2»                                   | Номинация |
| 2012 | «Золотой трейлер»       | «Лучший постер блокбастера лета» | Тизер-постер от Ignition Creative и Lionsgate     | Номинация |
| 2012 | Première                | «Лучший злодей 2012 года»        | Жан-Клод Ван Дамм за роль Жана Вилена             | Победа    |
| 2013 | Rembrandt Awards        | «Лучший международный фильм»     | «Неудержимые 2»                                   | Номинация |
| 2013 | «Золотой трейлер»       | «Лучший экшн-постер»             | «Тайная вечеря» от Ignition Creative и Lionsgate  | Победа    |
| 2013 | «Золотой трейлер»       | «Лучшая графика в телеролике»    | «Обзор танка» от Lionsgate и Trailer Park         | Победа    |
| 2013 | «Золотой трейлер»       | «Лучший кинофестивальный постер» | Comic-Con-постер от Ignition Creative и Lionsgate | Номинация |
| 2013 | BMI Film Music Awards   | «Лучшая музыка к фильму»         | Брайан Тайлер                                     | Победа    |
| 2013 | «Таурус»                | «Лучший бой»                     | Станимир Стаматов и Трайан Миленов-Трой           | Номинация |

## Связь с другими произведениями
Фильм содержит большое количество отсылок к прежним культовым работам актёрского состава. Так, в сцене, проходящей внутри терминала аэропорта, куда «Неудержимые» вместе с товарищами вторгаются для того, чтобы ликвидировать Вилена, Тренч и Чёрч обмениваются между собой фразами «I’ll be back» (рус. «Я вернусь») и «Yippee-kai-yay» (оригин. «Yippee-kai-yay, motherfucker!», дубл. перевод «Йо-хо-хо, ублюдок!»), ставшими крылатыми после серий фильмов «Терминатор» и «Крепкий орешек» соответственно. Тренч при этом использует автоматическое ружьё AA-12, в соответствии со знаменитым образом Арнольда Шварценеггера, использующего крупнокалиберное оружие, который, помимо «Терминатор 2: Судный день», неоднократно эксплуатировался в других ранних фильмах с его участием, таких как «Коммандо» и «Хищник». В другой сцене, Тренч, обращаясь к Букеру, спрашивает: «Кто следующий, Рэмбо?» (англ. «Who’s next, Rambo?») — это отсылка к серии фильмов о Джоне Рэмбо, бессменным исполнителем роли которого является Сильвестр Сталлоне. Непосредственное отношение к Рэмбо имеет и эпизод, в котором Барни Росс отвечает на вопрос Мэгги, почему он столь сильно нервничает, находясь рядом с ней: «Я не нервничаю, Мэгги. Я люблю сохранять дистанцию. С людьми, которые были мне близки, происходили плохие вещи». Данный эпизод является отсылкой к фильму «Рэмбо: Первая кровь 2», в котором Джон Рэмбо имел романтические отношения с героиней Ко-Бао, трагично погибающей в одной из сцен. К Терминатору же, помимо прочего, также относится диалог во время сцены с освобождением Тренча из плена в Непале, когда тот в утвердительной форме просит Хейла Цезаря отдать ему своё оружие, после чего в ответ получает фразу: «If I don’t get this back, your ass is terminated» (рус. «Если я не получу эту пушку назад, то надеру тебе зад», дубл. перевод «Ну, держи, терминатор хр*нов»).
Русский дублированный перевод содержит отсылки, не присутствующие в оригинальной версии фильма. В одном из эпизодов, во время разговора с Барни Россом, Ли Кристмас произносит фразу: «5 минут, я же механик-профессионал!», являющуюся намёком на сразу два фильма — «Механик» и «Профессионал», в которых Джейсон Стейтем исполнил главные роли. Также в официальном русском дубляже в качестве имени Букера по прозвищу «Одинокий волк», ставшем отсылкой к фильмам «Хорошие парни ходят в чёрном» и «Одинокий волк Маккуэйд», используется вариант «Уокер», согласно наиболее известному персонажу Чака Норриса — Корделлу Уокеру из телесериала «Крутой Уокер: Правосудие по-техасски».
Кроме того, обращаясь к Барни Россу в сцене после утренней атаки наёмников Вилена на «Неудержимых» в Албании, Букер говорит: «Однажды меня укусила королевская кобра. Через пять дней страшных мучений… кобра умерла». Данная фраза была введена в сценарий по просьбе жены актёра и входит в число иронических «фактов о Чаке Норрисе» — интернет-мема, основанного главным образом на его персонаже Корделле Уокере из телесериала «Крутой Уокер: Правосудие по-техасски».
Эффектный удар в прыжке с разворотом на 360 градусов, продемонстрированный Виленом в финальном бою с Барни Россом, — это знаменитый приём («вертушка», англ. helicopter kick), который Жан-Клод Ван Дамм, в прошлом профессиональный спортсмен, использовал во многих своих фильмах.
В завершающей сцене фильма «Неудержимые» используют боевой клич: «Beware, beware, walk with care / Care for what you do / Or Mumbo-Jumbo’s gonna hoo-doo you / Mumbo-Jumbo’s gonna hoo-doo you / Boom-lay, boom-lay, boom-lay boom!». «Boom-Lay Boom-Lay Boom» — альтернативное название песни «Diamond Eyes», записанной рок-группой Shinedown в качестве официального саундтрека к первому фильму.

## Влияние
Для Жан-Клода Ван Дамма «Неудержимые 2» стали первой за долгое время картиной, вышедшей в международный широкий прокат. Образ антагониста, закрепившийся за ним после фильма, актёр с успехом продолжил использовать и в дальнейшем — его роль в картине «Близкие враги» получила крайне высокие оценки критиков; сыгранный образ также укрепил намерение Ван Дамма снять сиквел боевика «Двойной удар»: «Мы можем снять очень серьёзный сиквел. <…> Из „Двойного удара“ могла бы получиться отличная франшиза. Сейчас Чед был бы похож на парня из „Ж. К. В. Д.“, а Алекс — на парня из „Неудержимых“». Кроме того, на успехе «Неудержимых 2», впервые за долгое время одновременно и в российский, и в американский кинотеатральный прокат с его участием вышли сразу два фильма — «Игры киллеров» и «Универсальный солдат 4». В последнем также принял участие Дольф Лундгрен, попавший на широкий экран впервые после серии «Неудержимые», а сразу в обоих из них снялся Скотт Эдкинс, для которого кинотеатральный релиз и вовсе стал дебютным — до этого все проекты с ним в главной роли исключительно имели статус «Direct-to-video». Помимо прочего, к прокату в России планировался хоррор-долгострой «Убить заново», где роль Эдкинса, набиравшего на фоне «Неудержимых 2» всё большую известность, была расширена путём дополнительных съёмок; а имя актёра на промоматериалах малобюджетного боевика «Хулиганы 3» (выпущенного в прокат компанией Lionsgate с Эдкинсом в главной роли) в коммерческих целях сопровождалось фразой «из „Неудержимых 2“». Также Скотту Эдкинсу, до «Неудержимых 2» появлявшемуся в высокобюджетных картинах лишь эпизодически, была предложена весомая роль в другом крупном проекте производства Millennium Films — «Геракл: Начало легенды».
Боевик «Bullet to the Head» с Сильвестром Сталлоне в главной роли, вышедший на экраны спустя полгода после премьеры «Неудержимых 2», в российском прокате получил название «Неудержимый». А снятый в 2008 году дебютный режиссёрский проект Брайна Томпсона, в прошлом работавшего с Арнольдом Шварценеггером («Терминатор»), Брюсом Уиллисом (пилотный эпизод телесериала «Детективное агентство „Лунный свет“»), Сильвестром Сталлоне («Кобра»), Жан-Клодом Ван Даммом («Самоволка», «Тайна ордена») и Чаком Норрисом (9 эпизод телесериала «Крутой Уокер: Правосудие по-техасски»), на успехе франшизы был переименован в «Удержимые» (англ. The Extendables) и вышел в прокат к моменту релиза третьего фильма серии. Также в 2016 году состоялся релиз совместного проекта Александра Невского и Марка Дакаскоса под названием «Разборка в Маниле», являющегося дебютной режиссёрской работой Дакаскоса и представляющего собой, по словам Невского, «альтернативную версию „Неудержимых“» с актёрами боевиков категории B, которым не удалось принять участие в фильмах серии «Неудержимые».
«Неудержимые 2» были упомянуты в пилотном эпизоде телесериала «Спираль», 18 эпизоде 6 сезона телесериала «Парки и зоны отдыха», а также в мультсериалах «Симпсоны» (эпизод «The Yellow Badge of Cowardge») и «Южный парк» (эпизод «Nightmare on Facetime»). Кроме того, фильм стал объектом пародий и шуток в кино — в частности, пародии на него присутствуют в комедии «Очень голодные игры».
Под впечатлением от коммерческого успеха фильма, крупнейший итальянский производитель пишущих инструментов — фирма Montegrappa — выпустила ограниченным тиражом эксклюзивную модель перьевых ручек «Montegrappa Chaos», присутствующую в начальной сцене фильма в баре. Дизайн ручки спроектирован при участии Сильвестра Сталлоне, давнего поклонника и посла фирмы Montegrappa, и примечателен тем, что состоит из черепа и других символов, в той или иной степени связанных с франшизой «Неудержимые».

## Продолжение
В октябре 2012 года Millennium Films официально анонсировала разработку третьего фильма серии, сценарий которого написали Сильвестр Сталлоне, Крейгтон Ротенбергер и Кэтрин Бенедикт по сюжету Сталлоне. На должность режиссёра был назначен голливудский дебютант Патрик Хьюз, а к основному актёрскому составу присоединились Антонио Бандерас, Уэсли Снайпс, Келси Грэммер, Келлан Латс, Ронда Раузи, Глен Пауэлл, Виктор Ортис, Мел Гибсон и Харрисон Форд. К участию, помимо прочего, планировалось привлечь Стивена Сигала, Николаса Кейджа, Микки Рурка, Клинта Иствуда, Джеки Чана, а также Жан-Клода Ван Дамма в роли Клода Вилена — брата-близнеца Жана Вилена, который, по словам актёра, мог бы значительно отличаться от своего брата внешне, в частности, быть длинноволосым, чем характерны персонажи Ван Дамма в таких картинах, как «Трудная мишень» и «Репликант».
Снятый в 2013 году в период с августа по октябрь исключительно на территории Юго-Восточной Европы, фильм получил «детский» прокатный рейтинг PG-13 и вышел на экраны кинотеатров США 15 августа 2014 года. Триквел стал наименее успешной лентой франшизы как по результатам проката, так и по мнению критиков, а исполнитель роли центрального антагониста Мел Гибсон, наряду с Келси Грэммером и Арнольдом Шварценеггером, был номинирован на премию «Золотая малина» в категории «Худшая мужская роль второго плана».